# Cotoneaster sandakphuensis
Cotoneaster sandakphuensis es una especie de planta del género Cotoneaster, perteneciente a la familia Rosaceae.

## Taxonomía
Cotoneaster sandakphuensis fue descrita por Gerhard Klotz en 1963.

## Distribución
Se encuentra en el territorio del Himalaya oriental y Nepal.